# فابيان شير
فابيان لوكاس شير ((بالألمانية:Fabian Lukas Schär، مواليد 20 ديسمبر 1991) هو لاعب كرة قدم سويسري، وقد لعب مع نادي بازل السويسري بين سنوات 2012–2015، يلعب حاليًا مع نادي نيوكاسل يونايتد وقد مثل منتخب سويسرا لكرة القدم في كأس العالم 2014 التي أقيمت في البرازيل.

## روابط خارجية
- فابيان شير على موقع الاتحاد الدولي (مؤرشف)  (الإنجليزية)
- فابيان شير على موقع الاتحاد الأوربي (الإنجليزية)
- فابيان شير على موقع إي إس بي إن إف سي (الإنجليزية)
- فابيان شير على موقع قاعدة بيانات كرة القدم.إي يو (الإنجليزية)
- فابيان شير على موقع ليكيب (الفرنسية)
- فابيان شير على موقع ناشيونال فوتبول تيمز (الإنجليزية)
- فابيان شير على موقع Soccerbase.com (لاعب) (الإنجليزية)
- فابيان شير على موقع Soccerway.com (الإنجليزية)
- فابيان شير على موقع عالم كرة القدم.نت (الإنجليزية)
- فابيان شير على موقع أوليمبيديا (الإنجليزية)